# Alte Synagoge (Dresden)

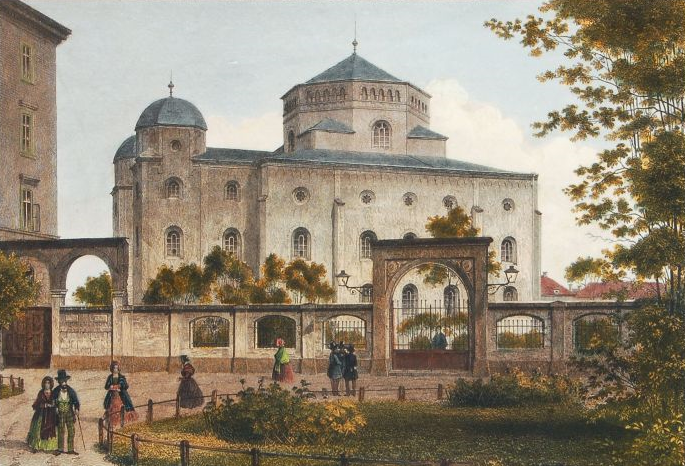
Semper-Synagoge, Gravur von Ludwig Thümling, ca. 1860

Die Dresdner Synagoge oder Semper-Synagoge, heute auch als Alte Synagoge bezeichnet, war die 1840 eingeweihte und 1938 im Novemberpogrom zerstörte Synagoge der jüdischen Gemeinde in Dresden.
Der neoromanische von Gottfried Semper entworfene Bau war als erste moderne Synagoge im Innern einheitlich im orientalisierenden Stil gestaltet und diente vor allem Edwin Oppler als Vorbild für zahlreiche weitere Synagogenbauten. Die Synagoge hatte 300 Sitzplätze für Männer und 200 für Frauen, nach der Erweiterung 1935 bot sie 650 Personen Platz. Sie war zur Zeit ihrer Fertigstellung die größte Synagoge in Deutschland.

## Geschichte

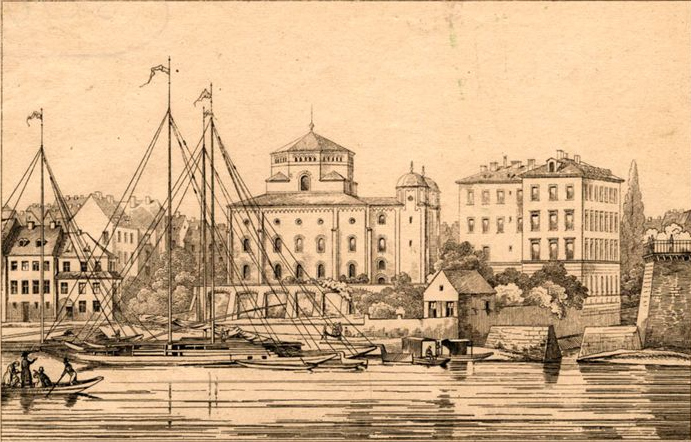
Semper-Synagoge, Ansicht der Nordseite, Holzschnitt 1847 gedruckt (Zustand ab 1840).

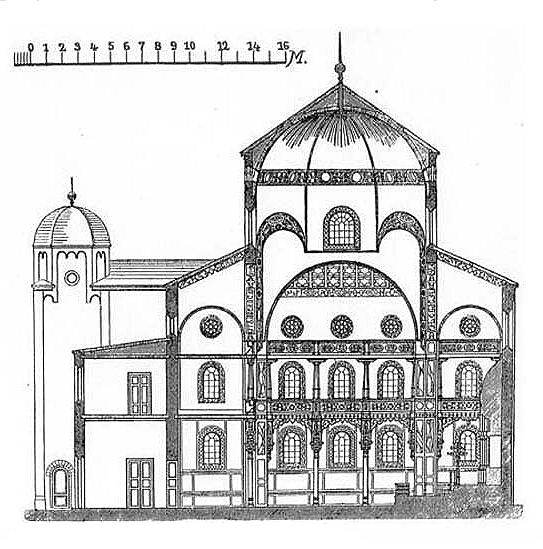
Semper-Synagoge, Querschnitt

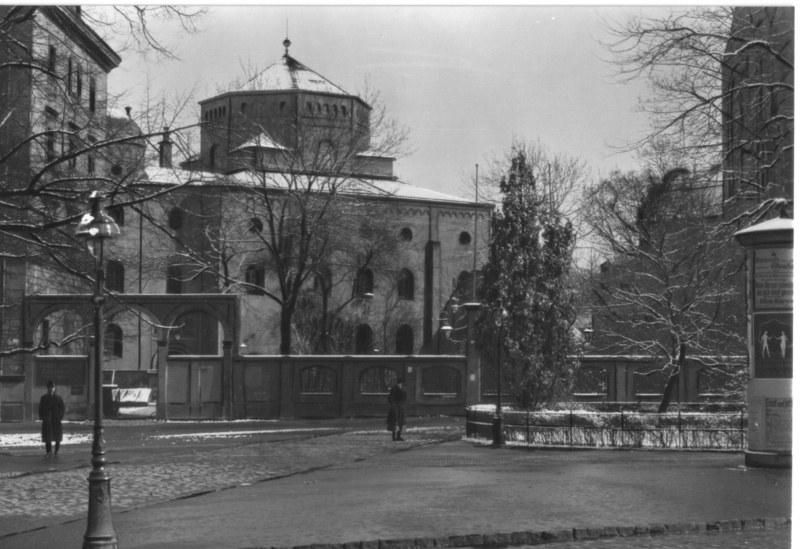
Semper-Synagoge 1910

### Vorgeschichte
Juden sind in Dresden mindestens für das spätere 13. Jahrhundert belegt. Während der Judenverfolgungen zur Zeit des Schwarzen Todes Mitte des 14. Jahrhunderts und danach folgend ab 1411 wurden sie vertrieben oder umgebracht, 1430 wurden sie aus Sachsen ganz vertrieben. Eine erste Synagoge stand am Judenhoff, später Jüdenhof  genannt, etwa, wo heute das Johanneum steht. Nach den Vertreibungen fiel 1416 das Gebäude an die Stadt Dresden, die es von da an bis gegen Ende des 16. Jahrhunderts als Pulverlager, Gewand- und Brauhaus nutzte.
Erst im frühen 18. Jahrhundert durften sich vereinzelt Juden wieder in Dresden niederlassen. Mitte des 18. Jahrhunderts gab es eine kleine jüdische Gemeinde, die einen jüdischen Friedhof und eine Synagoge unterhielt, Ende des Jahrhunderts lebten in Dresden etwa 1000 Juden, deren Zahl jedoch wegen der restriktiven Gesetze, insbesondere der Judenordnung von 1772, für die sich besonders die Kaufmannschaft und die Zünfte einsetzten, stark zurückging. Noch bis 1835 war den Juden in Dresden das Erlernen eines Handwerks untersagt. Dagegen erhielten sie schon 1834 das Recht, eine Synagoge zu erbauen.

### Baugeschichte
Ab November 1835 gab es deshalb Bestrebungen durch das eingesetzte „Comité zum Bau einer Synagoge“, für die 680 in der Stadt lebenden Juden eine gemeinsame Synagoge an Stelle der verschiedenen, meist privaten Betstuben, zu errichten. Im März 1837 wurde in Sachsen ein Gesetz verabschiedet, das einige die Juden diskriminierende Bestimmungen aufhob – unter anderem konnten Juden nun in Dresden und Leipzig das Ortsbürgerrecht erlangen und Grundstücke erwerben – und 1836 wurde ein neuer Rabbiner, Zacharias Frankel, gewählt. Beides waren Voraussetzungen, den Synagogenbau ernsthaft anzugehen und im Mai 1837 wurde die Absicht des Baus der Synagoge von der Regierung bewilligt: Zunächst wandte sich die jüdische Gemeinde an das Kultusministerium, um kostenfrei ein Grundstück zugewiesen zu erhalten: Die diesbezüglichen Vorstellungen (u. a. Nähe Postplatz, südlich des Antonsplatzes oder in der Nähe des Albertinums) wurden alle abgelehnt. So begann die jüdische Gemeinde Geld für den Bau einer Synagoge zu sammeln und erwarb sie am 1. November 1837 ein Grundstück am Rand der Innenstadt, am sogenannten Gondelhafen auf einer Terrasse oberhalb der Elbe, allerdings in einer ausgesprochen ungünstigen Lage: Begrenzt durch Gondelhafen im Westen, Militärbauhof im Norden und Elbberg im Osten. Gleichwohl zahlte die jüdische Gemeinde 5000 Taler dafür, von denen 500 Taler sofort angezahlt wurden, weitere 2000 Taler nach Kaufbestätigung, die übrigen wurden hypothekarisch gesichert.
Im April 1838 wurde der an der Kunstakademie Dresden lehrende, für seine liberale politische Haltung bekannte Architekt Gottfried Semper mit der Planung der Synagoge angefragt,  und nach Vorlage weniger Zeichnungen auch in kürzester Frist beauftragt. Semper übernahm für ein bescheidenes Honorar von 400 Talern sowohl die Planung als auch die künstlerische Bauaufsicht. Bereits zwei Monate später erfolgte am 21. Juni 1838 die Grundsteinlegung, an der auch zahlreiche Minister und angesehene Dresdner Bürger teilnahmen. Sempers Orientierung war dabei der Beschluss der Gemeinde, dass das Gotteshaus einfach gestaltet sein soll, auf Chor und Orgel verzichtet werden soll und nicht mehr als 10.000 Taler kosten solle. „Das musterhaft angelegte Entwurfsblatt mit Lageplan, Grundrissen, Längsschnitt und Aufrissen zeigt einen würfelförmigen, in sich ruhenden Baukörper, der im Inneren einen ausgewogenen Raum für die Gemeinschaft bereithält.“
Die Finanzierung des zum Schluss trotz aller Einsparungen trotzdem 30.204 Taler teuren Baus, gestaltete sich schwierig, da es unter den gut 600 Dresdner Juden nur wenige finanzkräftige Geldgeber gab. Mit der Ausgabe von Aktien und dem Verkauf der Sitzplätze der zukünftigen Synagoge und Abstrichen an der Planung konnte der Bau nach zwei Jahren fertiggestellt werden. Die Bauausführung lag in den Händen von Maurermeister Christian Friedrich Spieß und des Zimmermeisters Christian August Neiße.

### Einweihung und Nutzung
Am Freitag, den 8. Mai 1840 um 17 Uhr fand die Einweihung der Synagoge statt, an der neben den Mitgliedern der jüdischen Gemeinde auch zahlreiche Ehrengäste und Mitglieder von Regierung und Behörden teilnahmen. Ein Gartenkonzert, das gleichzeitig stattfinden sollte, war verboten worden und am königlichen Hoftheater begann die Vorstellung erst nach Ende der Einweihungsfeier. Eröffnet wurde die Feier mit Musik, danach sangen Vorbeter und Synagogenchor. Bei Vers 7 des 24. Psalms () „Erhebt, ihr Tore, eure Häupter, und erhebt euch, ihr ewigen Pforten, dass der König der Herrlichkeit einziehe“ zogen Rabbiner Zacharias Frankel und die Gemeindevorsteher mit den Torarollen in den Neubau ein. Nach Frankels Segen und den bei Synagogeneinweihungen traditionellen siebenmaligen Umgängen durch die Synagoge wurden die Torarollen erstmals in den Toraschrein gestellt. Den Mittelpunkt des Festes bildete die anschließende Rede Frankels Die Heiligung des Gotteshauses, in der er die Synagoge als Symbol für die neu gewonnene Freiheit und für die Einigkeit unter den Dresdner Juden pries und sich auch zum Bau und den Schwierigkeiten bei seiner Ausführung äußerte. Angelehnt an Psalm 42 () beschrieb er „das Verlangen, das zu dem frommen Unternehmen uns trieb: uns regte nicht an der Wunsch mit einem stattlichen Hause zu prunken; eine würdige Stätte wollten wir finden, nach einem Orte schmachtete unser Gemüth, wo wir in frommer Vereinigung vor Gott uns zeigen, wo, wie das Reh an frischen Wasserquellen, wir Labung finden.“ Ein von Wolf Landau gedichteter deutschsprachiger Choral und die Verlesung des Psalm 117 bildeten den Abschluss der Feier.
Da die Gemeinde nicht genügend Geld hatte, um die Grundstücke bis zum Ufer des Gondelhafens zu erwerben, blieb die Sicht auf die Synagoge durch die Bebauung der Grundstücke am Fluss und die Errichtung der Carolabrücke mit dem Elbkai am Terrassenufer und die Zuschüttung des Gondelhafens eingeschränkt.
In den frühen 1870er Jahren wurde die Synagoge renoviert. Die aus Kostengründen in Holz erstellten Bauteile, die Kuppel, Bögen der Empore und Säulen wurden, wie von Semper ursprünglich geplant, nun in Stein ausgeführt, und auf der oberen Westempore wurde neu eine Orgel installiert. Die durch Setzungserscheinungen sehr bald nach der Einweihung entstandenen Risse konnten ebenfalls mit beseitigt werden.
1935 wurde die Erweiterung des Anbaus (Vorbau) auf der Westseite fertiggestellt, die Synagoge konnte nunmehr weitere 150 Personen aufnehmen.

### Zerstörung, Mahnmal und Neubau

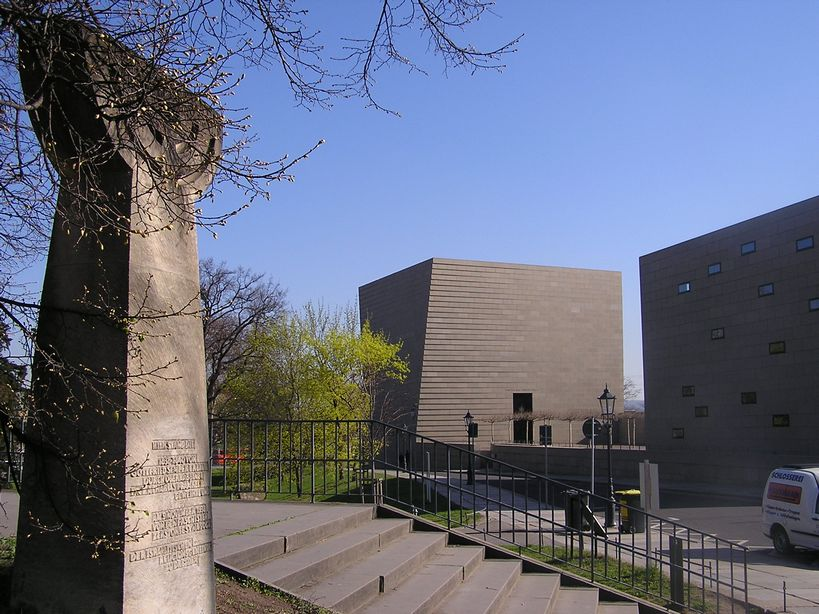
Neue Synagoge und Denkmal für die zerstörte Synagoge

Im Novemberpogrom vom 9. auf den 10. November 1938 wurde die Synagoge von Angehörigen der SA und weiteren Angehörigen der NSDAP geplündert und niedergebrannt; die herbeieilende Feuerwehr wurde jedoch von SA- und SS-Einheiten an der Löschung der brennenden Synagoge gehindert und konnte lediglich das Übergreifen des Feuers auf andere Gebäude verhindern. Die ausgebrannte Ruine wurde am 12. November 1938 gesprengt, die Kosten der Trümmerbeseitigung wurden der jüdischen Gemeinde auferlegt und der größte Teil in Briesnitz verkippt. Ein Teil der Steine wurde für den Straßenbau des Autobahnzubringers Meißner Landstraße verwendet. Einzelne aufgefundene Steine wurden später in die Umgebungsmauer der neuen Synagoge eingebaut. Den von Semper entworfenen Davidstern retteten Dresdner Feuerwehrleute vor der Vernichtung und nahmen ihn zur damaligen Hauptfeuerwache Annenstraße mit. Im Frühjahr 1939 brachte ihn Feuerwehrmann Alfred Neugebauer schließlich in die Prießnitzstraße 22 und versteckte ihn dort auf dem Dachboden (offiziell galt er als vernichtet). 1949 konnte ihn Neugebauer an den damaligen Vorsitzenden der jüdischen Gemeinde in Dresden, Leon Löwenkopf, übergeben. Der Davidstern wurde restauriert und auf der Kuppel der 1950 geweihten Synagoge Fiedlerstraße 3 angebracht und schließlich in den Eingangsbereich der Neuen Synagoge integriert.

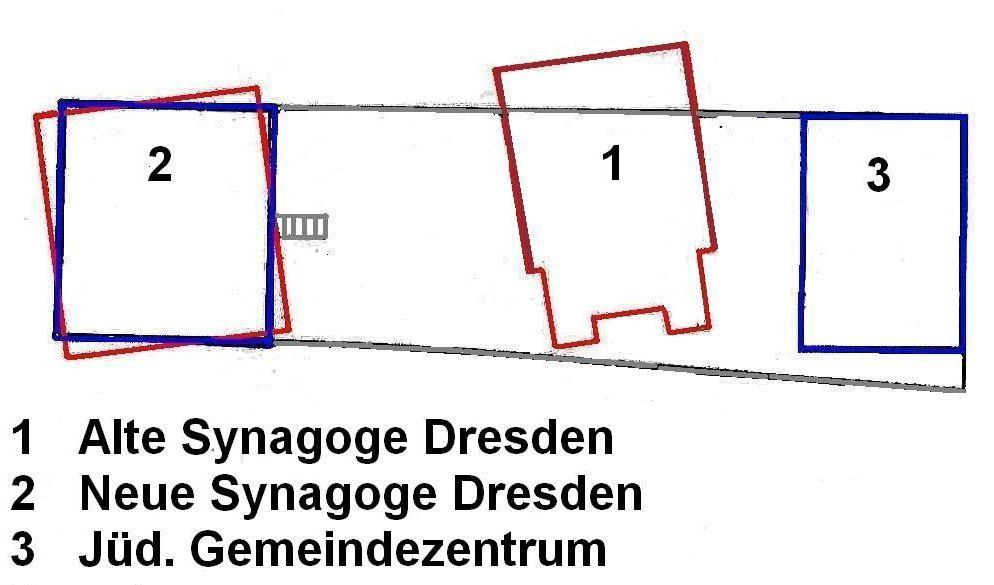
Standort der Alten Synagoge auf dem Grundriss des Areals von Neuer Synagoge und Jüdischem Gemeindezentrum Dresden (Norden ist links)

Alle weiteren Nebengebäude wurden schließlich bei den Luftangriffen auf Dresden im Februar 1945 zerstört und bei der Großflächenenttrümmerung beräumt. Das Grundstück wurde bei dem Neubau der Carolabrücke zu großen Teilen überbaut, eine Entschädigung erhielt die jüdische Gemeinde dafür nicht.

Seit 22. April 1975 erinnert eine etwa 50 Meter vom alten Standort der Synagoge entfernt aufgestellte Gedenkstele von Friedemann Döhner an die Zerstörung der Synagoge und an die Ermordung der Juden zur Zeit des Nationalsozialismus. Die Inschrift lautet:

„Hier stand die 1838–1840 von Gottfried Semper erbaute, durch Oberrabbiner Dr. Zacharias Frankel geweihte und am 9. November 1938 von den Faschisten zerstörte Synagoge der Israelitischen Religionsgemeinde zu Dresden.“

Anfang der 1990er Jahre wurde angesichts des Zuzugs von Kontingentflüchtlingen bzw. Juden aus der ehemaligen Sowjetunion ein Neubau einer Synagoge diskutiert, wenngleich einer am alten Platz zunächst nicht in Erwägung gezogen wurde.
Am 9. November 2001 wurde schließlich der Neubau der Synagoge – die Neue Synagoge – geweiht.

## Beschreibung

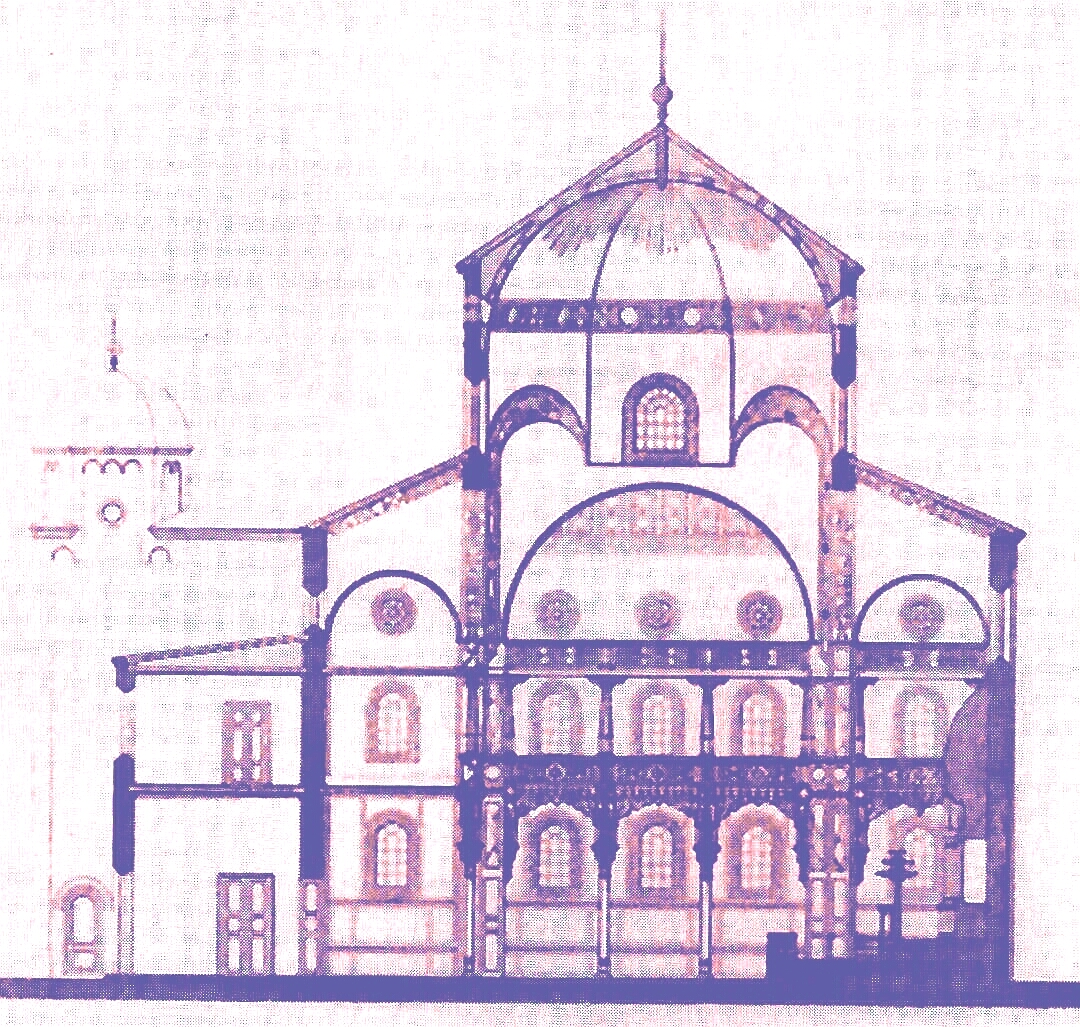
Semper-Synagoge, Querschnitt

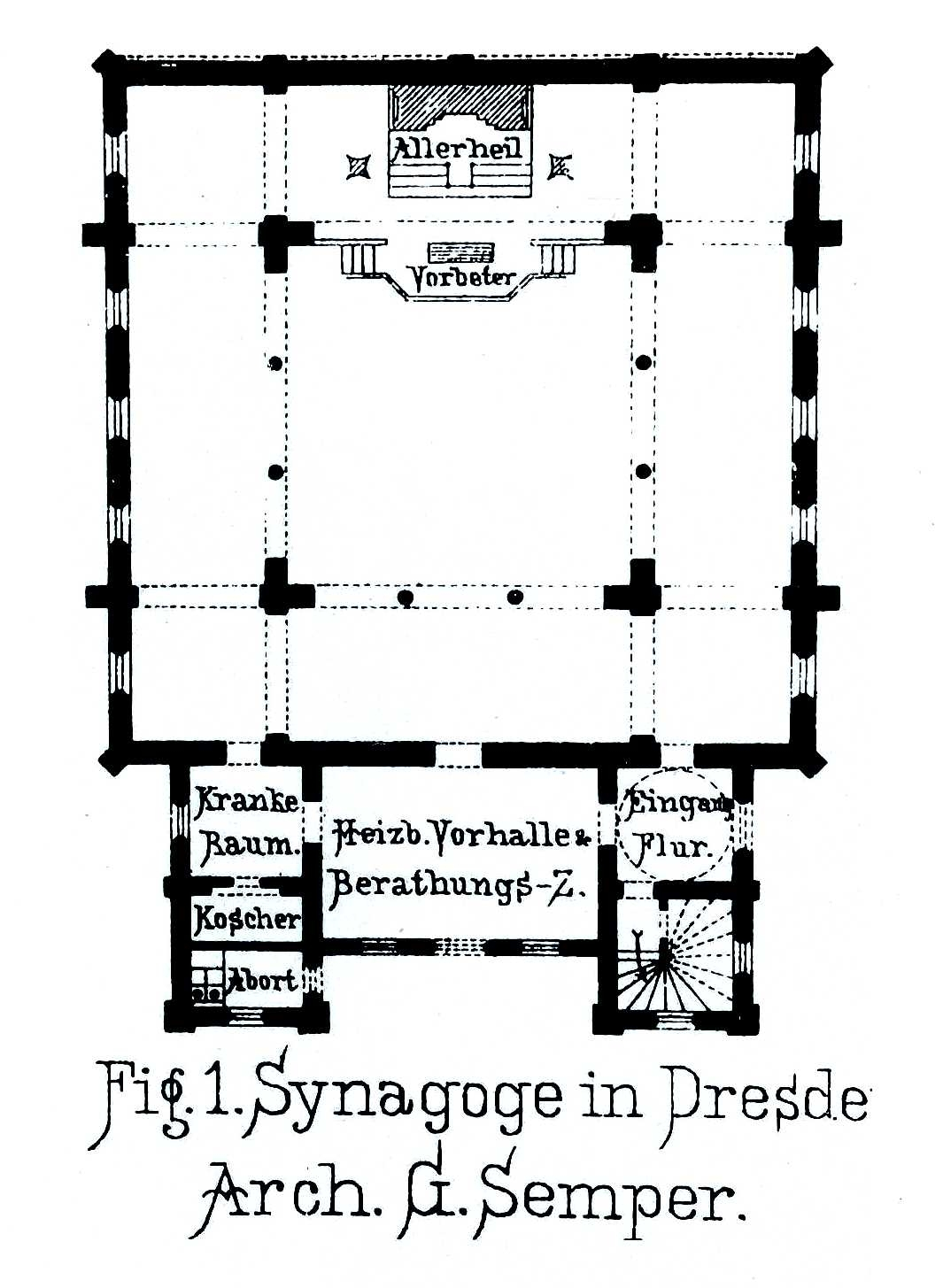
Semper-Synagoge, Grundriss

Im Gegensatz zu anderen Teilen des Dresdner Nachlasses von Semper sind seine Blätter zum Entwurf der Synagoge noch fast vollständig erhalten geblieben. Bereits im April legte Semper einen Entwurf mit Lageplan, Grundrissen und Schnitten vor, der dann auch im Wesentlichen zur Ausführung kam. Es war einerseits ein von geometrischer Klarheit gekennzeichneter massiver Bau mit frühchristlichen, byzantinischen und romanischen Elementen, der zwar mit seiner Kuppel über der Baumitte und den großen, die Seiten umfassenden Rundbögen an christliche Kirchen, wie die Aachener Pfalzkapelle oder San Vitale in Ravenna erinnerte, andererseits ist dieser Bau ein einzigartiger Bau, wie Sempers erstes Dresdner Opernhaus oder auch die Villa Rosa geworden. Gleichwohl sollte der Bau auch auf den Jerusalemer Tempel und die orientalische Herkunft der Juden hinweisen, an die Semper mit der Quadratform des Betsaales und der Zentrierung der Kuppel, erinnernd an orientalisch-byzantinische Kuppelbauten, anknüpfte, wie auch mit der Gestaltung des Innenraumes für die Gemeinschaft.

„Sowohl innen wie außen wirkte der Bau vieldeutig im Hinblick darauf, wie die Juden selbst ihr Verhältniß zur sie umgebenden Gesellschaft betrachteten. Das Äußere der Synagoge hat sicher diejenigen Juden und Christen befriedigt, die wünschten, dass die Juden als Deutsche erscheinen, modernes Deutsch sprechen und ihre abgesonderte und ärmliche Lebensweise verändern sollten. Das Gebäude war nicht in einem Hinterhof … versteckt, … was bedeutete, daß die Existenz der Juden akzeptiert wurde … Es ist durchaus verständlich, daß sich die Dresdner Juden unsicher genug fühlten, um einen Entwurf gutzuheißen, der andeutete, daß sie in der Öffentlichkeit fast deutsch und privat etwas anderes waren. Da ein eklatanter Unterschied zwischen dem Äußeren und dem Innern der Synagoge bestand, dürfte die Synagogengemeinde wohl die Vorstellung jener Zeit übernommen haben, daß Architektur Ausdruck der Nationalität und der Rasse sein sollte.“

Der Dresdner Kunsthistoriker Fritz Löffler beschreibt den Bau hingegen als eine „Weiterentwicklung der französischen Revolutionsarchitektur“ mit „romanische[n] Grundformen und orientalische[n] Kuppeln“.

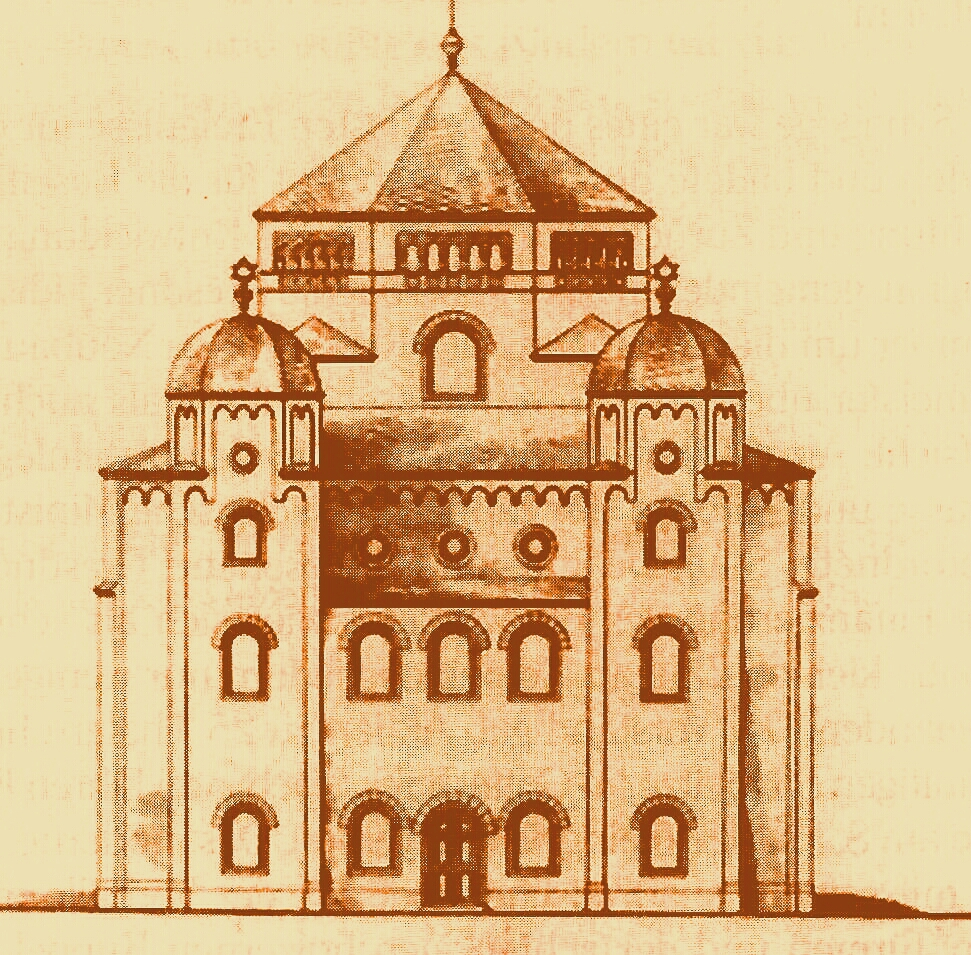
Semper-Synagoge – Ostseite

### Äußeres
Die Synagoge war ein auf einem quadratischen Grundriss von 20 × 20 Metern errichteter Zentralbau. Er war genau nach Osten gerichtet, der Westfassade waren zwei achteckige turmähnliche Vorbauten mit flachgewölbten, von Davidsternen gekrönten Kuppeln vorgestellt, die auf die beiden Säulen Jachin und Boas des salomonischen Tempels verweisen sollten. Die Nordseite lag parallel zum Elbufer, der Eingang der Synagoge befand sich auf der Südseite des Vorbaus, die beiden Türme betonten also nicht den Eingang zur Synagoge. Über dem Mittelraum des Zentralbaus erhob sich ein oktogonaler Tambour mit einem flachen Zeltdach, der zugleich der natürlichen Ausleuchtung diente, da eine seitliche Ausleuchtung durch die eingestellten Frauenemporen eingeschränkt war. Die Fassade war mit Lisenen bzw. Strebepfeilern vertikal gegliedert. Die Rundbogenportale und -fenster waren historisierend im Stil der Neoromanik gestaltet, ebenfalls neoromanisch war ein Rundbogenfries im Gesims.
Der Putzbau hatte Tür- und Fenstereinfassungen aus Sandstein, die Kuppelkonstruktion war dagegen aus Holz. Über dem Synagogeneingang waren die Worte des 118. Psalms in den Sandstein gemeißelt worden „Dies ist das Tor zu Gott, Fromme gehen hindurch“. Im Tympanon über dem äußeren Hoftor stand auf Hebräisch: „Mein Haus werde genannt ein Haus der Andacht allen Völkern“.

### Inneres

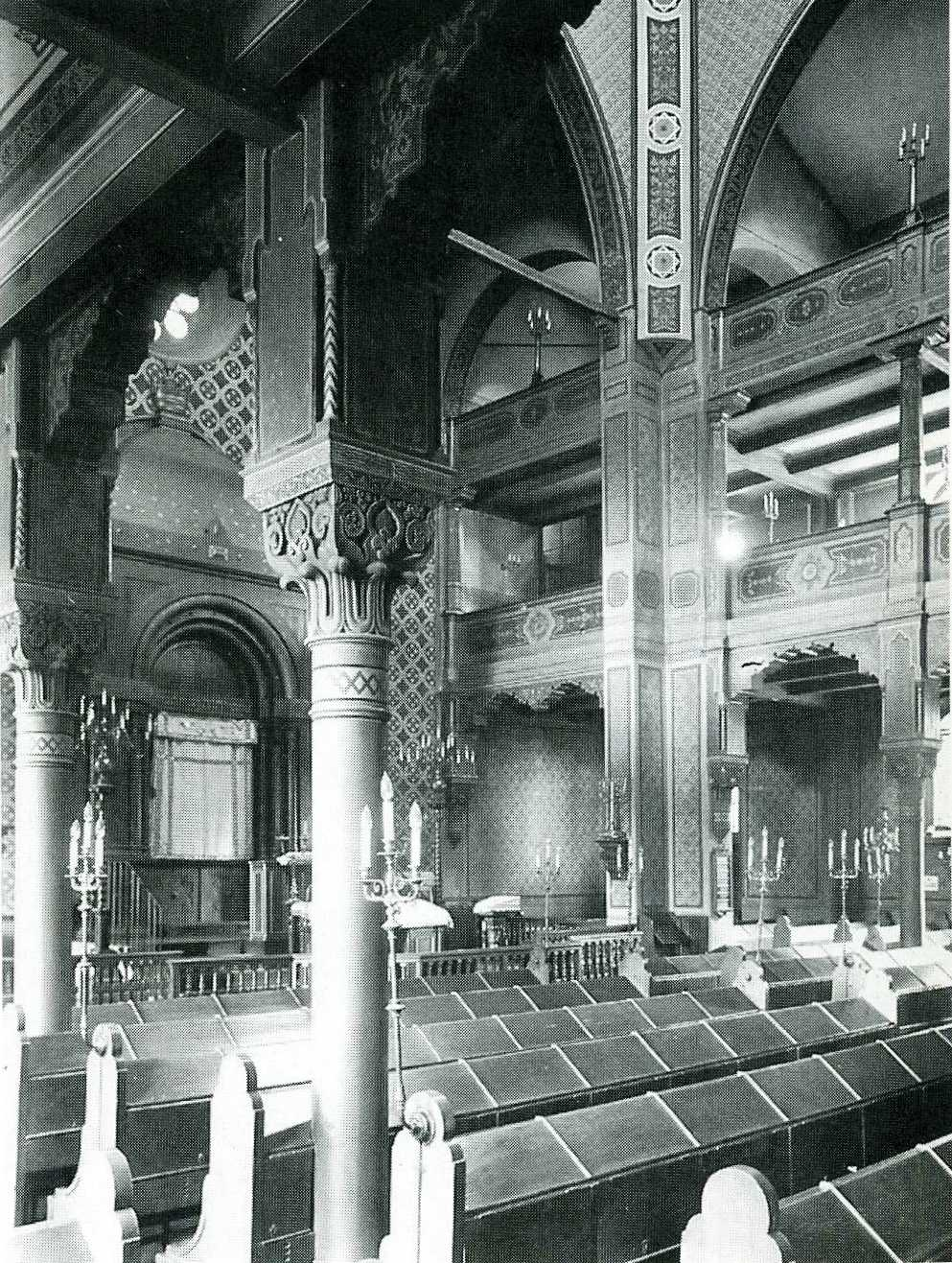
Semper-Synagoge, Innenraum

Semper plante auch das Innere der Synagoge durch und griff dazu zu „maurisch-byzantinischen Bau- und Schmuckformen“, die symbolisch für Integration des Orientalischen im westeuropäischen Raum stehen sollten – erstmals in der Synagogenarchitektur.

„Hier ist nicht mehr nur ein orientalisches Element wie z.B. der Hufeisenbogen mit übrigen mittelalterlichen Formen verknüpft, vielmehr sind architektonische Glieder, Dekoration und Gerätschaften islamischer Kunst entnommen oder ihr nachempfunden und zu einer neuen Einheit verbunden. So ist die Synagoge zu Dresden das früheste Beispiel für einen gänzlich im orientalischen Stil gestalteten Innenraum einer Synagoge.“

#### Vorhalle
Der Haupteingang zur Synagoge lag im südlichen der beiden Türme an dessen Südseite. Von dort aus führte westlich eine Treppe zur Frauenempore mit 200 Plätzen, östlich war der Eingang in das südliche Schiff des Synagogenraum. Geradeaus, d. h. in nördlicher Richtung gelangte man in die Vorhalle (Vorbau zwischen den Türmen). Jene diente auch als Wintersynagoge, weil sie der einzig beheizbare Raum in der Synagoge war und bot ebenfalls einen Zugang zum Betsaal, den man auf diese Weise auch in west-östlicher Richtung von der Vorhalle aus betreten konnte. In diesem Vorbau befand ebenso ein Krankenzimmer, eine Toilette und ein Raum zum Kaschern. Des Weiteren war im ersten Stock des Vorbaus auch die Wohnung des Synagogendieners untergebracht.

#### Grundriss – Quadrat mit vier Querarmen
Der auf 20 mal 20 Metern quadratisch gestaltete Innenraum war auf dem Grundriss eines griechischen Kreuzes errichtet worden. Der Innenraum wirkte „sehr einheitlich und ausgewogen“. Dies war der Tatsache geschuldet, dass zwei Komponenten miteinander harmonisierten. So war einerseits die architektonische Gliederung klar und andererseits die Ausstattung gleichmäßig. Vier Pfeiler stützten den hohen Tambour mit Kuppel, wobei diese an die vier Pfeiler des Stiftszeltes erinnern sollten und der Raum bis zur Kuppeldecke eine Höhe von 23,5 Meter hatte. Mit den vier Pfeilern, die als Quadrat angeordnet waren, entstanden vier gleich lange Querarme, deren Mitte wiederum überdeckte ein achtteiliges Gewölbe, von dessen Scheitelpunkt auf blauem Grund ein Strahlenbündel ausging.

#### Toraschrein

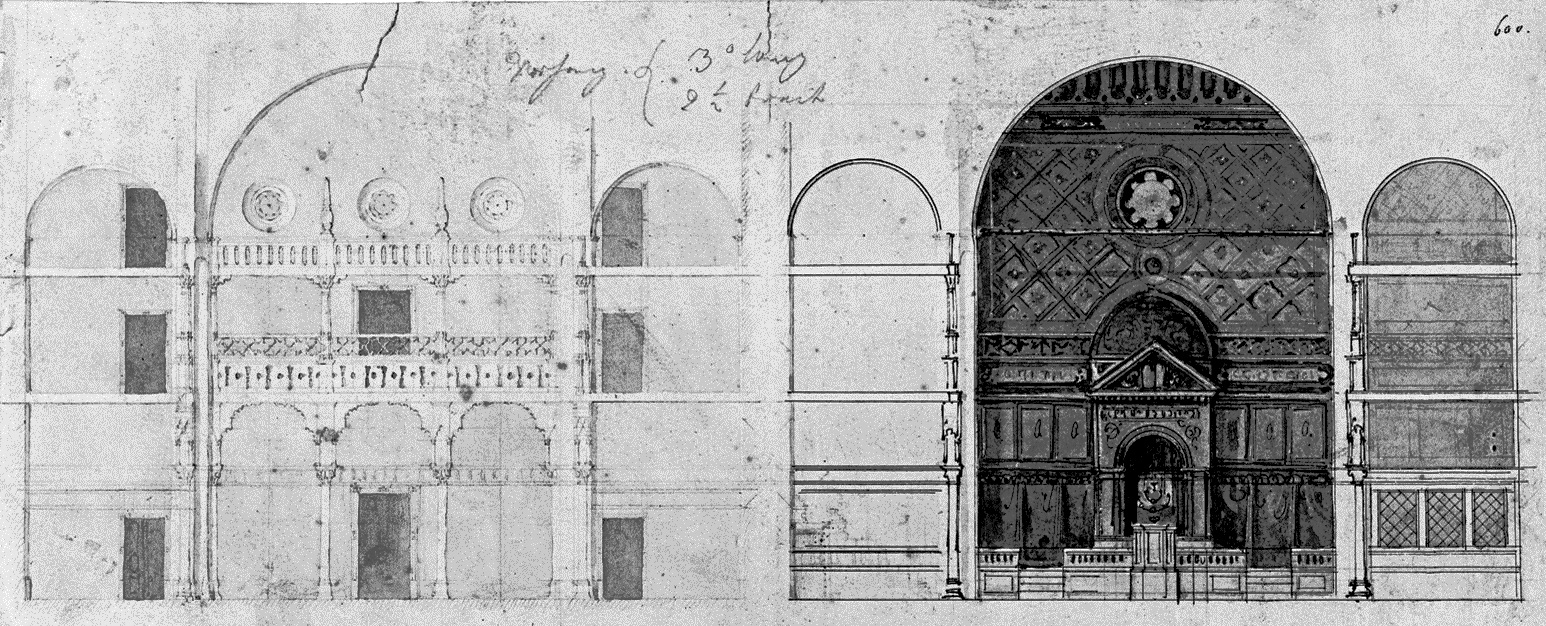
Toraschrein (Aron ha-Qodesch)

Im östlichen Querarm befand sich der Toraschrein (Aron ha-Qodesch), der aus Eichenholz bestand und mit Niellos und Intarsien verziert worden war. Die Gestaltung des Schreins war keine Nachahmung islamischer Kunstformen, sondern eine eigene Schöpfung Sempers. Der Sockel des Schreins war kassettiert. Darauf erhob sich der Hauptkörper mit zwei Türen in der Mitte, die von zwei Säulenpaaren umrahmt wurden und einen großen Bogen trugen. Der Rundbogen war in ein Rechteck gestellt worden, wobei die Zwickel zwischen Bogen und Rechteck mit Pflanzenornamentik geschmückt worden waren. Semper hat mit diesen Formen „stilistisch nachempfunden und nicht direkt kopiert.“ Dort befanden sich die von den Gebrüdern Salomon und Levi Wallenstein gestiftete Torarollen und die silbernen Geräte zur Ausschmückung derselben.

#### Vorbeterpult, Leuchter, Ampel und Orgel

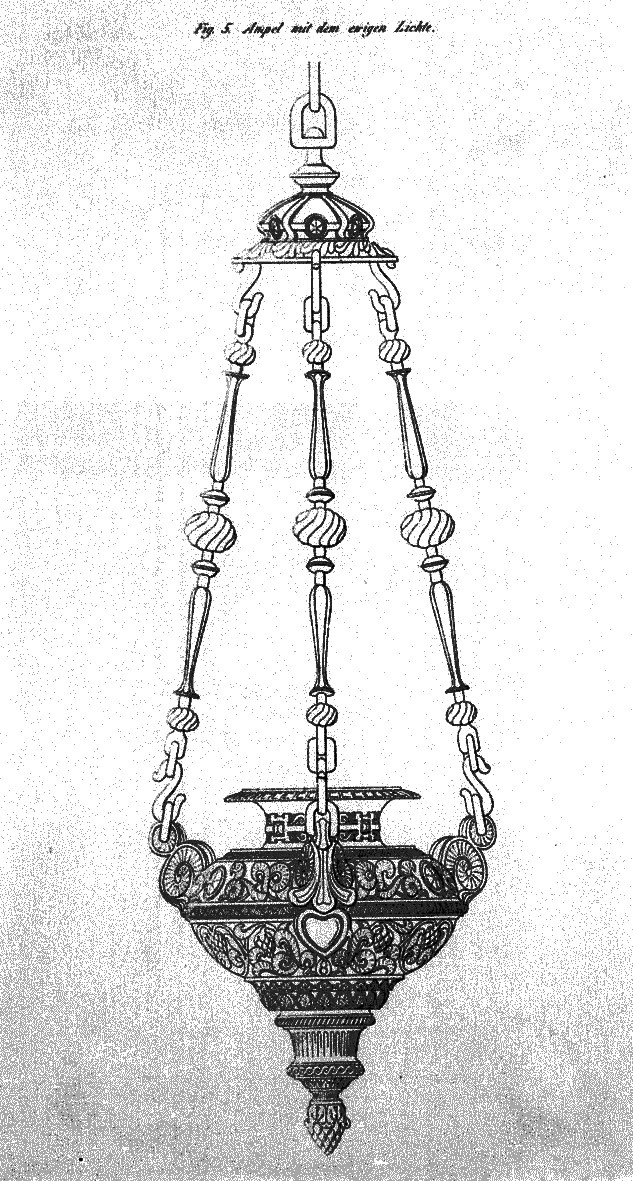
Ewiges Licht (Ner Tamid)

Vor dem Toraschrein war ein Podium mit dem Vorbeterpult (Bima). Der Schrein wurde zu beiden Seiten von zwei siebenarmigen Leuchtern (Menora) flankiert. Mehrere unverheiratete Gemeindemitglieder hatten eine silberne Ampel (Ner Tamid) gestiftet, die über dem Gebetspult des Vorbeters hing. Diese klang „an … Moscheelampen an.“ In den übrigen Querarmen war die doppelgeschossige, umlaufende Frauenempore angebracht worden. Eine Orgel war 1872 von den Reformern innerhalb der jüdischen Gemeinde auf der zweiten Empore gegenüber dem Toraschrein aufgestellt worden und war ein Legat des verstorbenen Gemeindevorstehers Kommerzienrat Moritz Aaron Meyer und eine Schenkung seiner Witwe.

#### Symmetrie
Alle Querarme des Quadrats (bis auf das mit dem Toraschrein), waren gleichermaßen mit Rundbogen, Pfeilern und den gleichen zwei Säulen in drei Achsen gegliedert worden, wo die zweigeschossigen Emporen untergebracht waren. Jeweils zwei Säulen waren zwischen die vier Hauptpfeiler gesetzt worden. So wurde jede Seite des Quadrats in drei Achsen unterteilt. Durch die drei Achsen entstand eine „Symmetrie“, die der „spanisch-maurischen Raumaufteilung“ entsprach. Die Raumkonzeption zeigt einen „vereinheitlichen Grundgedanken“.

#### Zackenbögen
Jeder dieser Achsen hatte bemalte Arkaden, die mit „Zackenbögen im Stile des Löwenhofes in der Alhambra“ geschmückt worden waren. Die Kapitelle werden einerseits als maurisch-byzantinisch angesehen. So sollten diese eine „romanische Würfelform auf einem Fries aufgerollter Blätter“ zeigen. Andererseits soll das Kapitellstück die Alhambra zu Granada zitieren.
Das Intérieur hatte eine „reiche, buntfarbige Decoration maurischer Motive“ Claus Zoege von Manteuffel beschreibt das Intérieur wie folgt:

„Die unteren Säulen waren schwarz gestrichen und hatten Bronzekapitelle. Die Balken und Brüstungen der Emporen waren in der Art von Intarsien bemalt. Ebenso hatten die Wände und Pfeiler des Erdgeschosses ein mannshohes imitiertes Holzgetäfel. Darüber waren sie dunkelgraugrün mit maurisch-byzantinischen Ornamenten gestrichen. Die blaue Kuppel zeigte eine Strahlendekoration …“